# Diario de Avisos de Madrid

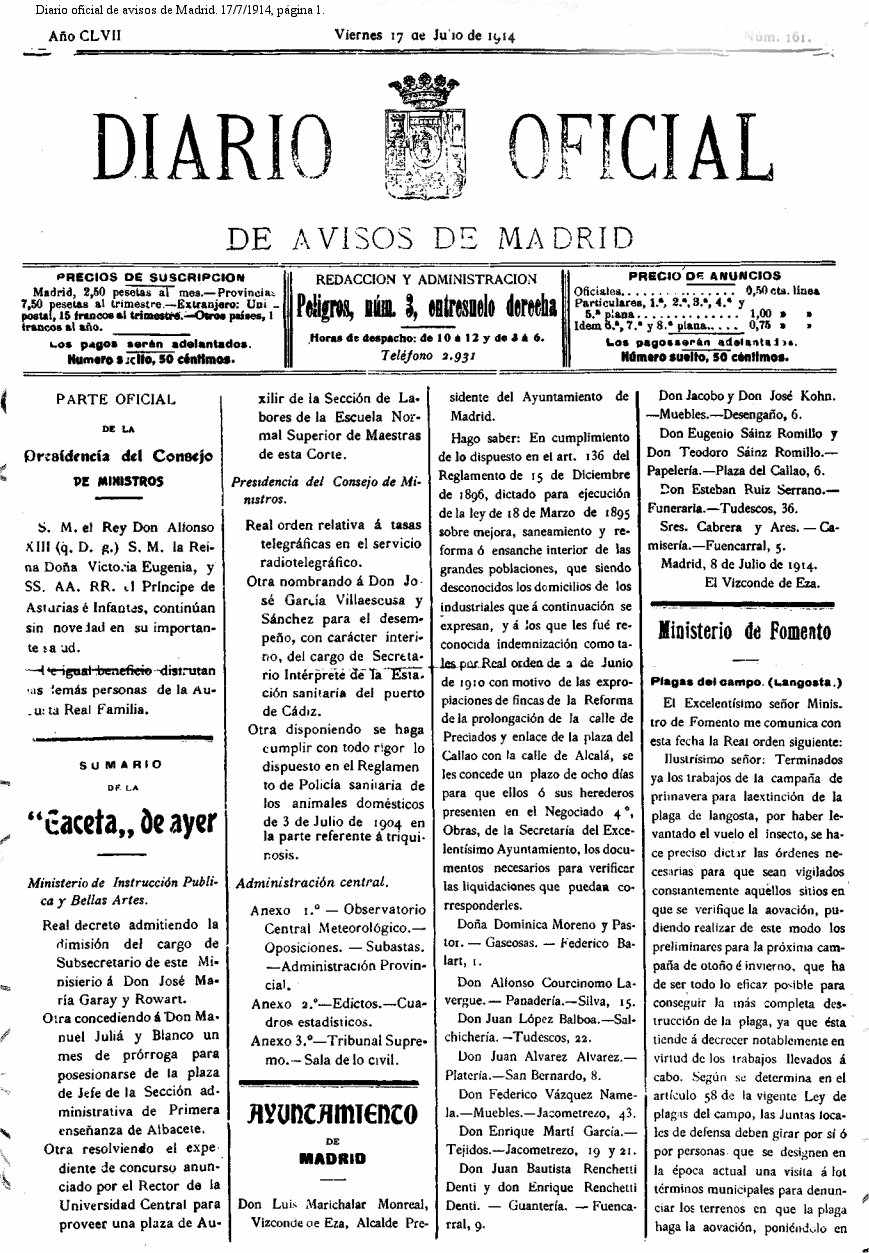
Diario de Avisos de Madrid
viernes, 17.7.1914

El Diario de avisos de Madrid fue una publicación oficial española de contenido noticioso nacida el 1 de enero de 1825. Era heredera del Diario de Madrid y fue creada por real privilegio de Fernando VII al comienzo de la Década Ominosa (1824-1833), con ese mismo título de Diario de Madrid (que tres meses después se convirtió en el Diario de avisos de Madrid, volviendo a titularse Diario de Madrid a partir de febrero de 1836). Desapareció a finales de 1918.

## Historia
Puede considerarse este "Diario de avisos" como a una variante o continuación del primer diario español, el Diario Noticioso, Curioso, Erudito, Comercial y Político (más conocido como "Diario de Madrid"), fundado por el pionero del periodismo Francisco Mariano Nipho en 1758 y definitivamente desaparecido el 31 de diciembre de 1814. El Diario de avisos de Madrid, junto a la también oficial Gazeta de Madrid y con el mismo estilo absolutista y servil, fue el único periódico noticioso consentido por la censura impuesta en el Decenio Calomardino.
Su primer 'editor' fue Santiago Thewin, hijo de un súbdito alemán nacionalizado español con mismo nombre. Thewin hijo había sido discípulo del asturiano Nipho y editor del antiguo Diario en su último periodo (1786-1814). Presentado como Diario de Madrid hasta el 30 de octubre de 1847, su cabecera varió  mostrando a lo largo de más de medio siglo el título de Diario oficial de avisos de Madrid, que tuvo hasta finales de 1918. Contó con imprenta propia, que a partir de 1835 dirigió Tomás Jordán (privilegio que luego pasó a su viuda e hijos y, por último a la Sociedad literaria-tipográfica de la Ilustración).

## Formato y contenido
El nuevo Diario de avisos acentuó la línea editorial que lo haría tan popular, convirtiéndose en una útil fuente de datos del mundo social, comercial y económico madrileño, con noticias específicas sobre entidades de ahorro, precios y mercado de trabajo. Todo ello presentado en cuatro páginas que incluían santoral, una primitiva información del tiempo, listas de nombramientos, órdenes, avisos y disposiciones oficiales, además de todo tipo de anuncios comerciales desde el precio de los granos, ventas, subastas, alquileres, traspasos, o incluso lista de objetos perdidos, hasta empleo de nodrizas, sirvientes y otros oficios y profesiones. También ofrecía una puntual cartelera de espectáculos con notas sobre estrenos teatrales, ópera y otras diversiones públicas, amén de una referencia a los servicios de policía urbana, horarios de transportes y una agenda. No faltó información especializada en los cambios de moneda, los movimientos de la Bolsa de Madrid y, por supuesto, partes religiosos y judiciales.

## Mesonero y Galdós
Era de esperar que con tales objetivos y tan escaso fondo, el Diario de avisos de Madrid resultase "anodino e insulso" para algunos intelectuales de la época. A pesar de ello a partir de 1835 contó en su dirección con Ramón Mesonero Romanos, que publicaría en él muchos de sus artículos de costumbres dentro de su sección titulada “Panorama Matritense”. Otro de sus lectores curiosos fue Benito Pérez Galdós que lo utilizó a menudo como fuente documental por su variedad y abundancia de "avisos, anuncios y noticias particulares" del ámbito madrileño (y que en algún momento llegó a reconocer lo útil que le resultó para la composición de al menos dos de sus episodios nacionales).